# Симиренко Олекса Володимирович
Симиренко Олекса Володимирович (1931 - 27 квітня 1979) — соціолог українського походження у США. Народився у Києві, син Володимира Симиренка; згодом переїхав у США. 1961 року захистив докторську працю у Міннесотському університеті. 1960-69 років викладач соціології Невадського університету, з 1969 професор Пенсильванського державного університету. Автор праць з ділянки теорії суспільних наук суспільної структури, етнічних та національних громад, розвитку суспільних наук в СРСР і УРСР; серед них книги: «An Ethnic Community in Transition» (1964), «Soviet Sociology» (1966), «Social Thought in the Soviet Union» (1969), «Contemporary Soviet Society» (1974; підручник для високих шкіл).
Син Володимира Левковича Симиренка.